# 元伦理学
元伦理学（英语：meta-ethics）是一個伦理学分支，以伦理学本身作为其研究对象。元伦理学起源于20世纪初，乔治·爱德华·摩尔于1903年发表的《伦理学原理》宣告了元伦理学的诞生。之后，元伦理学取代了实践伦理学和规范伦理学成为了西方伦理学的主流，直至1970年代为止。
现代元伦理学有各种不同的流派。包括以乔治·爱德华·摩尔、哈罗德·亚瑟·普里查德（Harold Arthur Prichard）、W·D·罗斯（W. D. Ross）等为代表的直觉主义；以伯特兰·罗素、路德维希·维特根斯坦、维也纳学派等为代表的情感主义；还有以斯蒂芬·图尔敏、R·M·黑尔（R. M. Hare）等为代表的规定主义。

## 概述
元倫理學探討，人們怎樣知道、了解甚麼是對與錯，當他們提到對與錯之時，到底這些文字的含意是甚麼？元倫理學所探討的不是某種特定實際問題或日常生活遇到的問題，例如，我應該吃這塊巧克力蛋糕嗎？元倫理學探討的問題抽象地涉及到倫理理論或批判的本質，例如，道德與不道德的含意為何？怎樣區分道德與不道德？:627-648元倫理學是二階活動；規範倫理學是一階活動，直接地涉及到道德準則的設定與執行。元倫理學檢視所有其它倫理學一階活動的倫理理論與批判的本質。:179-182
元倫理學可以細分為認知主義與非認知主義。認知主義聲明，通過某種客觀方法，人們可以知道與明白道德真理。例如，今天是晴天，因為我可以通過視覺看到太陽。安德魯·卡內基在美國捐資興辦了幾千所圖書館，因此，我可以通過推理總結他是一位大慈善家。非認知主義正好與認知主義相反。非認知主義倚賴的並非視覺、推理客觀方法，而是感覺、情緒等等主觀方法。因此，當人們判斷某件事為對或錯，這並不代表這件事真的就是這樣，人們可能只是在表達對於這件事的主觀感覺或情緒。:179-182
倫理學的本體論是關於帶有價值的事情或性質，即倫理命題所指的事情或性質。非描述主義者與非認知主義者認為，倫理學不需要特定本體，因為倫理命題並沒有指定。這稱為「反實在立場」。道德實在主義（moral realism）者必須作出解釋，哪種實體、性質、狀態，對於倫理學值得論述，它們怎樣得到價值，為甚麼它們引導與啟發人們的行動。

## 後設伦理學问题
元伦理學有三种元伦理问题, 或三个一般性问题：
1. 道德用语或判断的含义是什么？ （道德语义 moral semantics）
2. 道德判断的本质是什么？ （道德本体论moral ontology）
3. 道德判断如何得到支持或捍卫？ （道德认识论moral epistemology）

第一种类型的问题可能是：“好”，“坏”，“正确”和“错误”是什么意思？ （请参阅价值理论）。
第二类包括关于道德判断是普遍的还是相对的，一种或多种的判断等问题。
第三类的问题询问，例如，我们如何才能知道某件事情是对还是错。
与规范伦理学理论不同，元伦理学理论并不试图将特定的选择评估为好，坏，善，坏或邪恶。尽管它可能会对规范性道德主张的有效性和含义产生深远的影响。对以上三个示例问题中的任何一个的回答本身都不是规范的道德声明。

## 道德语义学
道德语义学试图回答一个问题：“道德术语或评判的含义是什么？”这些答案可能也会影响到其他两个问题的答案。

### 认知主义理论
认知主义理论认为评价性的道德句子表达了命题（即它们是“真实的”或“真理的”，能够是真或假的），与非认知主义相反。大多数认知主义形式认为其中一些命题是真实的（包括道德现实主义和伦理主观主义），而不是错误理论，后者断言所有命题都是错误的。

#### 道德现实主义
道德现实主义（在强有力意义上；参见道德普遍主义了解最小意义），认为这些命题是关于强有力或独立于心灵的事实的，即不是关于任何人或群体的主观意见的事实，而是关于世界客观特征的事实。关于道德事实的元伦理理论通常被归类为现实主义或关于道德事实的三种形式的“反现实主义”之一：伦理主观主义、错误理论或非认知主义。现实主义有两种主要变体：
1. 伦理自然主义认为存在客观的道德属性，并且这些属性是可归约的或与完全非伦理属性（如监督）存在某种形而上关系。大多数伦理自然主义者认为我们对道德真理有经验知识。伦理自然主义在许多现代伦理理论家中是默认的。
2. 伦理非自然主义，由G. E. Moore提出，认为存在客观且不可归约的道德属性（如“善良”的属性），并且我们有时对道德属性或道德真理有直观或先验意识。摩尔关于自然谬误的开放问题论据在很大程度上导致了当代分析哲学中的元伦理研究的诞生。

#### 伦理主观主义
伦理主观主义是道德反现实主义的一种形式。它认为道德陈述的真假取决于人们的态度和/或习俗，可以是每个社会的人的态度，每个个人的态度，或某个特定个人的态度。大多数形式的伦理主观主义是相对主义的，但有一些显著的形式是普遍主义的：
- 理想观察者理论认为什么是正确的由一个假想的理想观察者的态度决定。理想观察者通常被描述为一个完全理性、富有想象力和消息灵通的存在，等等。尽管由于它涉及特定（尽管是假设的）主体而是主观主义理论，但理想观察者理论仍旧试图为道德问题提供普遍的答案。

- 神命令理论认为对于一件事情来说是正确的，是指一个唯一的存在，上帝，批准它，而对于非上帝的存在来说是服从神的意志。这种观点在普拉托的《尤西菲洛》中受到了批评（见尤西菲洛问题），但仍有一些现代辩护者（如罗伯特·亚当斯、菲利普·奎因等）。像理想观察者理论一样，神命令理论尽管是主观主义的，却试图提供普遍的答案。

#### 错误理论
错误理论是道德反现实主义的另一种形式，认为虽然道德主张确实表达了命题，但所有这些命题都是错误的。因此，“谋杀在道德上是错误的”和“谋杀在道德上是允许的”这两个陈述都是错误的。J. L. 麦基可能是这种观点最著名的支持者。由于错误理论否认存在道德真理，因此错误理论导致了道德虚无主义和道德怀疑主义；然而，道德虚无主义或道德怀疑主义并不是错误理论的必然结果。

### 非认知主义理论
非认知主义理论认为伦理句子既不真也不假，因为它们不表达真正的命题。非认知主义是道德反现实主义的另一种形式。大多数非认知主义形式也是表达主义的形式，然而一些形式如马克·蒂蒙斯和泰伦斯·霍根区分了两者，并允许表达主义的认知主义形式。非认知主义包括：
- 情感主义，由A. J. 艾尔和查尔斯·史蒂文森捍卫，认为伦理句子仅仅是表达情感。艾尔认为伦理句子是对赞同或反对的表达，而不是断言。因此，“谋杀是错误的”意思是“谋杀是不好的！”。

- 准实在主义，由西蒙·布莱克本捍卫，认为道德陈述在语言上表现出像事实性主张一样，并且可以适当地称为“真实”或“虚假”，尽管它们没有可对应的道德事实。投射论和道德虚构主义是相关的理论。
- 普遍规范主义，由R. M. 哈尔捍卫，认为道德陈述的功能就像普遍化的命令句。因此，“谋杀是错误的”意思是“不要谋杀！”哈尔版本的规范主义要求道德规范是可普遍化的，并且实际上具有客观价值，尽管未能成为具有固有真值的陈述。

### 中心主义和非中心主义
将元伦理理论分类的另一种方式是区分中心主义和非中心主义道德理论。中心主义和非中心主义之间的辩论围绕着所谓的道德“薄”和“厚”概念之间的关系：薄的道德概念是好、坏、正确和错误之类的概念；厚的道德概念是如勇敢、不公平、公正或不诚实之类的概念。虽然双方都同意薄概念更一般，厚概念更具体，但中心主义者认为薄概念先于厚概念存在，并且后者因此依赖于前者。也就是说，中心主义者认为必须在理解“正确”和“应该”的词之前理解“公正”和“不友好”之类的词。非中心主义拒绝了这一观点，认为薄和厚概念是相等的，甚至认为厚概念是理解薄概念的充分起点。
在20世纪末和21世纪初，非中心主义对伦理自然主义者特别重要，因为它们认为规范性是语言的一个不可割裂的方面，并且没有办法将厚道德概念分析成附加到薄道德评价上的纯粹描述性元素，从而削弱了事实和规范之间的基本分歧。与此同时，阿伦·吉巴德、R. M. 哈尔和西蒙·布莱克本等人提出了事实/规范区分的论据，其中吉巴德甚至辩称，即使传统英语只有混合的规范术语（即既不是纯粹描述性的也不是纯粹规范性的术语），我们仍然可以发展一个名义上的英语元语言，使我们能够保持事实描述和规范评价之间的区分。